# Ticino kanton
A Ticino Köztársaság és Kanton, németül Tessin, Svájc legdélibb kantonja. Ticino határos Uri, Wallis, Graubünden kantonokkal, illetve Piemont és Lombardia olaszországi régiókkal. Ticino teljesen körülveszi Campione D'Italia olasz exklávét.
Nevét a Ticino folyóról kapta. Ez az egyetlen kanton, ahol az olasz az egyetlen hivatalos nyelv.

## Története
Az ókorban a mai Ticino területét egy kelta törzs lakta. Később a Római Birodalom részévé vált. Bukása után Ticinot a nyugatrómai birodalom uralta és a keleti gótok, a lombardok és a frankok lakták.
1403 és 1422 között ezeket a földeket bekebelezte Uri kanton, de később elvesztette. A második ticinói hódítás során Uri, Schwyz és Nidwalden szerzett városokat a mai kanton területéről és megszerezték a teljes Ticino feletti gyakorlati irányítást.
Egészen 1850-ig a Ticinese franco (Ticinói frank) volt Ticino fizetőeszköze, majd ekkor bevezették a svájci frankot
A 19. század elején Ticino volt a legszegényebb kanton Svájcban. Ticino volt az egyetlen része Svájcnak, ahol tombolt szegénység, a nyomorúság és alig volt kiépítve az ipar. 1878-ig a három legnagyobb városban: Bellinzonában, Luganóban és Locarnóban váltakozott a kormányzati székhely. 1878-ban azonban Bellinzona lett az egyetlen főváros.
A jelenlegi kantoni alkotmányt 1997-ben fogadták el.

## Földrajz
Lásd még: Ticino hegységeinek listája
Ticino területe 2812 négyzetkilométer. Ticinóban területéhez képest sok erdő és tó található, továbbá több hegy.
A kanton földrajzilag két részre oszlik. Az északi rész hegyvidéki. A hegyvidék völgyei: Ticino-völgy és Maggia völgy . A déli rész a Sottoceneri tavakkal övezett régió. Itt található például a Luganói-tó.
A Ticino folyó a legnagyobb folyó kantonban. Fő mellékfolyói a Brenno a Blenio völgyben és a Moesa a Mesolcina völgyben Graubünden közelében .

## Államszervezet és közigazgatás

### Alkotmány, államforma
A jelenlegi Köztársasági Alkotmányt 1997. augusztus 18-án hagyták jóvá. Az alkotmány annak érdekében íródott, hogy garantálja a békés életet, az emberi méltóságot, az alapvető szabadságjogokat és a társadalmi igazságosságot állampolgárai számára, valamint fenntartsa a svájci olasz kultúrát és ápolja a kapcsolatot a többi olasz nyelvű kantonnal és a többi olasz nyelvű állammal, elsősorban Olaszországgal.

### Törvényhozás, végrehajtás, igazságszolgáltatás
A Nagytanács (olaszul Gran Consiglio) a kanton törvényhozó testülete, melynek 90 tagját, a képviselőket (Deputati) arányos képviseleti rendszerben választják meg.
A képviselők megbízatása négy évre szól. Évente jelölik ki a Nagytanács elnökét és két alelnökét. A Gran Consiglio Bellinzonában, a tartományi fővárosban ülésezik.
Az öt tagú Államtanács (olaszul: Consiglio di Stato) – nem tévesztendő össze a Szövetségi Tanáccsal – a kanton végrehajtó hatalmát gyakorolja. Az Államtanács másik neve Végrehajtó Tanács, tagjait a Nagytanács jelöli ki.

### Közigazgatás
- Bellinzona, székhelye Bellinzona
- Blenio, székhelye Acquarossa
- Leventina, székhelye Faido
- Locarno, székhelye Locarno
- Lugano, székhelye Lugano
- Mendrisio, székhelye Mendrisio
- Riviera, székhelye Biasca
- Vallemaggia, székhelye Cevio

A kantonban jelenleg 157 település van, ezek 38 circoliba azaz alkörzetbe vannak csoportosítva.

## Demográfia
Az összlakosság 2012-ben 341 652 fő. A lakosság 25,2%-a azaz 82 794 fő külföldi, a népsűrűség több mint 120 fő négyzetkilométerenként. A lakosság 83,1%-a olasz, 8,3%-a német. A legtöbb bevándorló az egykori Jugoszláviából érkezett.
A lakosság (2011-ben) többnyire római katolikus (69%) és a protestáns (5%).
A hivatalos nyelv az olasz. Ticino lakosságának többsége a svájci olaszt beszéli, ami nagyon hasonlít az olaszra. Ticinóban néhányan még mindig beszélik a lombard nyelvet, illetve annak Ticinese (ticinói) dialektusát és az eredeti Ticinese (ticinói) nyelvet. Ticinóban az olasz nyelv a domináns, de rengeteg turistának az anyanyelve a német, többségük Svájcból érkezik.